# Callisburg
Callisburg es una ciudad ubicada en el condado de Cooke en el estado estadounidense de Texas. En el Censo de 2010 tenía una población de 353 habitantes y una densidad poblacional de 66,55 personas por km².

## Geografía
Callisburg se encuentra ubicada en las coordenadas 33°41′55″N 97°0′57″O / 33.69861, -97.01583. Según la Oficina del Censo de los Estados Unidos, Callisburg tiene una superficie total de 5.3 km², de la cual 5.3 km² corresponden a tierra firme y (0%) 0 km² es agua.

## Demografía
Según el censo de 2010, había 353 personas residiendo en Callisburg. La densidad de población era de 66,55 hab./km². De los 353 habitantes, Callisburg estaba compuesto por el 98.3% blancos, el 0% eran afroamericanos, el 0.28% eran amerindios, el 0% eran asiáticos, el 0% eran isleños del Pacífico, el 1.13% eran de otras razas y el 0.28% pertenecían a dos o más razas. Del total de la población el 4.53% eran hispanos o latinos de cualquier raza.